# Pesi mosca
I Pesi mosca sono una categoria di peso del pugilato.

## Limiti di peso
Nel pugilato moderno il peso dei contendenti non deve superare:
- professionisti: 51 kg (112 lb)
- dilettanti: 52 kg

## Campioni professionisti

### Uomini
Dati aggiornati al 1 maggio 2023. Fonte: BoxRec.
| Federazione | Dal | Campione                    | Record         | Difese | Prossima difesa | Sfidante (record)            |
| ----------- | --- | --------------------------- | -------------- | ------ | --------------- | ---------------------------- |
| WBA         | 24 febbraio 2018 | Artem Dalakian              | 22-0-0 (15 KO) | 6      |                 |                              |
| WBC         | 20 dicembre 2019 | Julio Cesar Martinez        | 19-2-0 (14 KO) | 5      |                 |                              |
| WBC         | 27 febbraio 2021 | McWilliams Arroyo (interim) | 21-4-0 (16 KO) | 0      |                 |                              |
| WBO         | 8 aprile 2022 | Jesse Rodríguez             | 18-0-0 (11 KO) | 0      |                 |                              |
| WBO         | - L'8 aprile 2022 lo statunitense Jesse Rodríguez ha conquistato la corona WBO dei pesi mosca battendo ai punti il messicano Cristian González. La corona era vacante dopo la rinuncia al titolo WBO da parte di Kazuto Ioka, il quale ha deciso di salire nei pesi gallo. Durante l'incontro, il campione statunitense ha subito la frattura della mascella, rinviando a data da destinarsi i suoi progetti di unificare la sua corona con il titolo IBF di Sunny Edwards. |                             |                |        |                 |                              |
| IBF         | 30 aprile 2021 | Sunny Edwards               | 19-0-0 (4 KO)  | 3      | 10 giugno 2023  | Andres Campos (15-0-0; 4 KO) |
| IBF         | Incontro eliminatorio (10 giugno 2023): Dave Apolinario (18-0-0; 13 KO) vs Félix Alvarado (38-3-0; 33 KO) |                             |                |        |                 |                              |
| IBF         | - Il 23 marzo 2023, la IBF ha concluso la procedura di purse bid per l'incontro eliminatorio per determinare lo sfidante del titolo IBF, detenuto attualmente da Sunny Edwards, che vedrà come protagonisti Cristofer Rosales e Félix Alvarado, entrambi nicaraguensi. Ad aggiudicarsi il diritto di promuovere l'incontro sono la MP Promotions e la M&R Boxing, entrambe promoter di Félix Alvarado. Successivamente, Cristofer Rosales ha comunicato di non essere più interessato a sfidare Félix Alvarado, ritirandosi in tal modo dall'incontro eliminatorio per il titolo IBF. A seguito di tale decisione, la IBF ha comunicato di aver individuato un nuovo avversario per Alvarado nel filippino Dave Apolinario. Il vincitore di tale sfida avrà il diritto di affrontare il campione Sunny Edwards, il quale ha ottenuto il diritto di affrontare un altro sfidante di sua scelta in una voluntary defence del suo titolo. - Il 26 aprile 2023 è stato reso noto che lo sfidante del campione Sunny Edwards sarà il cileno Andres Campos, n. 7 nel ranking IBF e campione WBO Latino dei pesi mosca dal marzo 2020. |                             |                |        |                 |                              |

### Donne
Dati aggiornati al 1 maggio 2023. Fonte: BoxRec.
| Federazione | Dal | Campione                 | Record         | Difese | Prossima difesa | Sfidante (record)             |
| ----------- | --- | ------------------------ | -------------- | ------ | --------------- | ----------------------------- |
| WBA         | 3 dicembre 2022 | María Guadalupe Bautista | 21-11-2 (4 KO) | 0      |                 |                               |
| WBC         | 19 giugno 2021 | Marlen Esparza           | 13-1-0 (1 KO)  | 3      | da definire     | Celeste Alaniz (14-0-0; 6 KO) |
| WBC         | - La sfida di unificazione per i titoli WBC e WBO tra Esparza e Alaniz era inizialmente prevista per il 29 aprile 2023 ad Arlington (Texas, USA), ma l'incontro è stato rinviato a data da destinarsi a causa dei problemi avuti dalla pugile argentina per ottenere il visto di ingresso negli Stati Uniti. |                          |                |        |                 |                               |
| WBO         | 18 giugno 2022 | Celeste Alaniz           | 14-0-0 (6 KO)  | 1      | da definire     | Marlen Esparza (13-1-0; 1 KO) |
| WBO         | - La sfida di unificazione per i titoli WBC e WBO tra Esparza e Alaniz era inizialmente prevista per il 29 aprile 2023 ad Arlington (Texas, USA), ma l'incontro è stato rinviato a data da destinarsi a causa dei problemi avuti dalla pugile argentina per ottenere il visto di ingresso negli Stati Uniti. |                          |                |        |                 |                               |
| IBF         | 29 ottobre 2022 | Arely Mucino             | 32-3-2 (11 KO) | 0      |                 |                               |

## Professionisti
Alcuni tra i migliori rappresentanti della categoria sono stati:
- Fernando Atzori
- Franco Udella
- Horacio Accavallo
- Salvatore Burruni
- Miguel Canto
- Michael Carbajal
- Khaosai Galaxy  (pesi supermosca)
- Frankie Genaro
- Humberto González  (pesi minimosca)
- Francisco Guilledo detto Pancho Villa
- Pone Kingpetch
- Fighting Harada
- Fidel LaBarba
- Ricardo López  (pesi minimosca)
- Manny Pacquiao
- Pascual Pérez
- Jimmy Wilde
- Midget Wolgast